# 志布志城
志布志城（日语：／ Shibushi-jō */?）是位於鹿兒島縣志布志市（日向國諸縣郡救仁院志布志）、曾經存在的一座城。現時只存有少部份曲輪等屬於最外圍的基礎部份。
1993年3月24日，其內城遺蹟被評為鹿兒島縣指定史蹟、2005年7月14日獲評為國家史蹟。2017年4月6日再獲選定為續日本100名城、其代表編號為「第197號」。

## 背景
志布志城是一個典型的南九州型城郭設計，本院、主郭及其他主要建築物分佈在火山灰積成的白砂質台地切削出不同的曲輪以分散佈局。現時經勘定的主要為四個區域：內城、松尾城、高城及新城四個區域，以及在附近的較細小的曲輪。其中又推斷以松尾城為最早建成的部份。
志布志城的建造年份已經無法考究，但可推斷於1189年（文治5年）被派駐到這裹擔任「地頭辯濟使」的救仁院平八成直會是最早可能開始建城的人。到了南北朝時代時，本丸及用作存放武器的矢倉場已經存在。最早有文字紀錄則可追溯至1336年（建武3年），曾有記載「『救仁院志布志城』的肝付氏被重久氏攻打」。新納氏時代，內城旁邊的「中野久尾」、「大野久尾」等曲輪陸續擴建。自12世紀以來，城主先後轉換，包括有救仁院氏、榆井氏、畠山氏、新納氏、及肝付氏。最後於1577年（即天正5年），由守護大名島津氏所盤據，並由島津藩直轄。第一代藩主為又稱「鎌田正親」的鎌田光政，共傳六代。
作為外城，雖然志布志城仍繼續發揮著重要作用。但1615年，德川家康透過的江戶幕府下達了「一國一城令」，本城也因而遭廢棄。建築物全被拆毀，但相關的石牆並未被受到破壞。

## 現況
由於未有刻意地開發，因此當遇上天氣不佳或雨天時，即使是已開放的部份，路面狀況還只是一般，未開發部份更需要注意。另外由於不少用地早以改為民居或其他用途，就如通往內城蹟的道路上，沿途已有不少被廢棄的房屋或其圍牆仍然存在；不少庭園四邊亦已被民居所包圍；新城跡及高城跡均已用作志布志中學的校址，內城跡的邊沿部份也成為了志布志小學校舍，這些都是遊人不可以進入的範圍，志布志市亦在景點附近豎立了不少的提示板，提示遊人不應進入私人民居範圍內。

## 前往方法

### 自駕
沿東九州自動車道至志布志IC出口後約5分鐘。

### 公共交通
鐵道
可以乘坐JR九州至南宮崎站或宮崎站，再轉日南線列車到達總站「志布志站」步行約17分鐘。不過往志布志站的日南線每天只開8對，部份亦可能需要在油津站接駁。
渡輪+巴士
由鹿皃島鴨池港可坐鴨池·垂水渡輪前往垂水港後再轉前往志布志的巴士，時間較長但比日南線較多班次，且基本上航班可與巴士做到無痕接續；亦可在鹿兒島中央站乘搭一天六班由鹿屋市社區巴士營運、駛經鴨池港及使用鴨池·垂水渡輪前往鹿屋（全日本唯一使用渡輪的巴士線），在垂水港或鹿屋市轉往志布志的巴士，但班次未必可以完善配合。
其他
鹿兒島中央站亦有一班可直通志布志港的巴士，但主要是針對前往乘渡輪往大阪南港的郵輪客，到達時間為黃昏，並不適合用作觀光用；反之由大阪南港出發，到達志布志港為翌日早上，則較為合適作觀光途徑。而志布志站前巴士站雖亦有巴士前往鹿兒島機場、鹿屋市、國分站（原大隅線替代巴士）等，但班次非常稀疏。

## 外連連結
- - 國指定文化財等數據庫（日語）
- 志布志市役所「志布志城跡」介紹
- 九州観光機構「九州隱藏山城10選 志布志城」介紹
- 「日本遺產『薩摩武士居住的街道』」魅力發信推進協會」有關志布志城跡的介紹